# FX Life
FX Life es una cadena de televisión por suscripción internacional, propiedad de Disney Entertainment, una división de The Walt Disney Company. La señal sirve como reemplazo de Fox Life en ciertos mercados.  
La señal de Fox Life ha sido discontinuada o renombrada en varios mercados a lo largo del tiempo y FX Life ha sido su reemplazo sólo  en Grecia, los países bálticos y la CEI. La marca se lanzó por primera vez en el país helénico el 15 de marzo de 2023 para evitar que la señal se vincule y confunda con la empresa antiguamente afiliada Fox Corporation, y como una forma de no utilizar la marca Star (utilizada ampliamente en otros mercados como reemplazo de los ex canales Fox) en Grecia, al ya existir otra señal no relacionada, Star Channel y que es propietaria de la marca.
FX Life también se lanzó en la CIS y regiones bálticas el 24 de enero de 2024.

## Señales

### Bálticos y CEI
- FX Life (anteriormente Fox Life) es un canal de televisión en ruso que se lanzó el 15 de abril de 2008.[3] El canal se cerró el 1 de octubre de 2022 para Rusia [4] y Bielorrusia, [5] y fue reemplazado por Sapfir en Rusia, pero todavía está activo en las regiones de la CEI y el Báltico.[6] Los operadores de cable de Estonia tienen una versión localizada del canal con publicidad. El canal pasó a llamarse FX Life el 24 de enero de 2024.[2]

### Grecia
- FX Life (anteriormente Fox Life) es un canal griego lanzado el 1 de diciembre de 2008.[7] Esta señal empezó también a emitir en Chipre, el 15 de octubre de 2012. El 15 de marzo de 2023, Fox Life fue reemplazada por FX Life y Fox se convirtió en FX.[1]